# Turmhügel Schlosshöhe
Der Turmhügel Schlosshöhe ist eine abgegangene mittelalterliche Höhenburg über einem Bachtal bei dem Hof Baumgarten, einem Ortsteil der Gemeinde Bad Griesbach im Rottal im Landkreis Passau in Bayern. Über diese Turmhügelburg (Motte) sind keine geschichtlichen oder archäologischen Informationen bekannt. Sie wird grob als mittelalterlich datiert, es wurden dort Scherben und gebrannte Lehmbrocken gefunden, Mauerwerk der früheren Burggebäude wurde allerdings nicht angetroffen. Von der Anlage haben sich nur der Turmhügel, ein Graben und ein Wallzug erhalten. Die Stelle ist als Bodendenkmal Nummer D-2-7545-0001 „Turmhügel des Mittelalters“ geschützt.

## Beschreibung
Die bewaldete Burgstelle befindet sich rund 250 Meter ostsüdöstlich des Hofes Baumgarten am östlichen Talhang eines namenlosen Bachlaufes, der nur wenig nördlich des Turmhügels entspringt, und bei Afham in den Afhamer Bach mündet. Die Burg war so an ihrer Westseite von Natur aus durch den sumpfigen Talgrund gegen eine Annäherung gesichert. Im Norden und im Süden geht das Gelände des Turmhügels in den steilen Hang über, nach Osten wird der Turmhügel durch eine kleine Hügelkuppe überhöht.
Der kegelstumpfförmige Turmhügel an einem nach Westen abfallenden Hang ist allseitig steil geböscht und erreicht noch eine Höhe von acht bis zehn Metern. An seiner Ostseite weist er eine kleine Terrasse auf. Das ovale Plateau dieses Hügels misst 35 × 25 Meter, Spuren von einstiger Bebauung sind nicht erkennbar. Um den Fuß des Turmhügels zieht sich ein nur noch schwach ausgeprägter Ringgraben, dem nach Westen und Süden ein niedriger Wall vorgelegt ist. Der frühere Zugang zur Anlage lag vermutlich an der Nordnordwestseite der Burgstelle, dort ist der Graben unterbrochen.